# 6720 Gifu
6720 Gifu (1990 VP2) là một tiểu hành tinh vành đai chính được phát hiện ngày 11 tháng 11 năm 1990 bởi T. Seki ở Geisei.